# 341
341（三百四十一、さんびゃくよんじゅういち）は自然数、また整数において、340の次で342の前の数である。

## 性質
- 341は合成数であり、約数は 1, 11, 31, 341 である。
  - 約数の和は384。
- 341 = 11 × 31
  - 110番目の半素数である。1つ前は339、次は346。
  - n = 11 のときの n と prime(n) との積とみたとき1つ前は290、次は444。(オンライン整数列大辞典の数列 A033286)
- 11番目の八角数である。1つ前は280、次は408。
- 341 = 20 + 22 + 24 + 26 + 28
  - n = 2 のときの n8 + n6 + n4 + n2 + n0 の値とみたとき1つ前は5、次は7381。(オンライン整数列大辞典の数列 A059839)
  - 341 = 40 + 41 + 42 + 43 + 44
    - a = 4 のときの a0 + a1 + a2 + a3 + a4 の値とみたとき1つ前は121、次は781。
    - 4の累乗和とみたとき1つ前は85、次は1365。(オンライン整数列大辞典の数列 A002450)
      - 341 = 45−1/4−1
        - n = 4 のときの nn+1−1/n−1 の値とみたとき1つ前は40、次は3906。(オンライン整数列大辞典の数列 A031973)
          - この数は n0 から nn までの和を表している。
- 341 = 12 + 42 + 182 = 12 + 122 + 142 = 22 + 92 + 162 = 42 + 62 + 172 = 42 + 102 + 152 = 62 + 72 + 162 = 82 + 92 + 142
  - 3つの平方数の和7通りで表せる最小の数である。次は369。(オンライン整数列大辞典の数列 A025327)
  - 3つの平方数の和 n 通りで表せる最小の数である。1つ前の6通りは209、次の8通りは374。(オンライン整数列大辞典の数列 A025414)
  - 異なる3つの平方数の和7通りで表せる最小の数である。次は461。(オンライン整数列大辞典の数列 A025345)
  - 異なる3つの平方数の和 n 通りで表せる最小の数である。1つ前の6通りは314、次の8通りは446。(オンライン整数列大辞典の数列 A025415)
- 各位の和が8となる29番目の数である。1つ前は332、次は350。
- n = 341 のとき 2n − 2 が n で割り切れるような合成数 n (2を底とする擬素数)のうち最小の数である。次は561。(オンライン整数列大辞典の数列 A001567)
  - n = 341 のとき 1 を除く n の全ての約数 m で 2m − 2 が m で割り切れるような合成数 n (2を底とする擬素数)のうち最小の超プーレ数である。次は1387。(オンライン整数列大辞典の数列 A050217)
- 341 = 53 + 63
  - n = 5 のときの n3 + (n + 1)3 の値とみたとき1つ前は189、次は559。(オンライン整数列大辞典の数列 A005898)
  - n = 3 のときの 5n + 6n の値とみたとき1つ前は61、次は1921。(オンライン整数列大辞典の数列 A074615)
  - 2つの正の数の立方数の和で表せる20番目の数である。1つ前は280、次は344。(オンライン整数列大辞典の数列 A003325)
  - 異なる2つの正の数の立方数の和で表せる15番目の数である。1つ前は280、次は344。(オンライン整数列大辞典の数列 A024670)
- 341 = 33 + 43 + 53 + 53
  - 4つの正の数の立方数の和で表せる75番目の数である。1つ前は334、次は343。(オンライン整数列大辞典の数列 A003327)
- 3桁以上の数で最大桁と最小桁で作る数で元の数を割り切れる40番目の数である。1つ前は330、次は352。(オンライン整数列大辞典の数列 A108343)
例．341 ÷ 31 = 11
  - 34…41 の形の数はすべて31の倍数である。(例．34…41 = 11…11 × 31)
- 341 = 182 + 18 − 1 = 192 − 19 − 1
  - n = 18 のときの n2 + n − 1 の値とみたとき1つ前は305、次は379。(オンライン整数列大辞典の数列 A028387)
- 341 = 212 − 100
  - n = 21 のときの n2 − 100 の値とみたとき1つ前は300、次は384。(オンライン整数列大辞典の数列 A120071)

## その他 341 に関連すること
- 西暦341年
- 第三四一海軍航空隊
- 年始(1月1日)から341日目は12月7日。